# Comune di Suså
Il comune di Suså fino al 1º gennaio 2007 è stato un comune danese situato nella 
contea della Selandia Occidentale, il comune aveva una popolazione di 8 762 abitanti (2006) e una superficie di 145 km². Capoluogo era la cittadina di Glumsø.
Dal 1º gennaio 2007, con l'entrata in vigore della riforma amministrativa, il comune è stato soppresso e accorpato ai comuni di  Fladså, Fuglebjerg e Holmegaard per dare luogo al riformato comune di Næstved compreso nella regione della Selandia.